# Chompa
Die Chompa [ˈtʃom.pa] ist ein langärmliger Pullover mit Rundhalsausschnitt, der im Andenhochland von Bolivien, Ecuador und Peru besonders von der indigenen Bevölkerung getragen wird. Im peruanischen Spanisch ist chompa allgemein das Wort für „Pullover“, in Ecuador werden damit meist Jacken bezeichnet.

## Die Chompa des Evo Morales

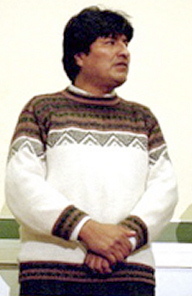
Evo Morales 2002

Zu internationaler Aufmerksamkeit gelangte die Chompa 2005/2006 als Markenzeichen von Evo Morales, dem ersten indigenen Präsidenten Boliviens. Alle protokollarischen Vorschriften missachtend trug Morales seine Chompa auch bei hochoffiziellen Anlässen, wie dem Besuch ausländischer Staatsoberhäupter.